# سازه غشایی

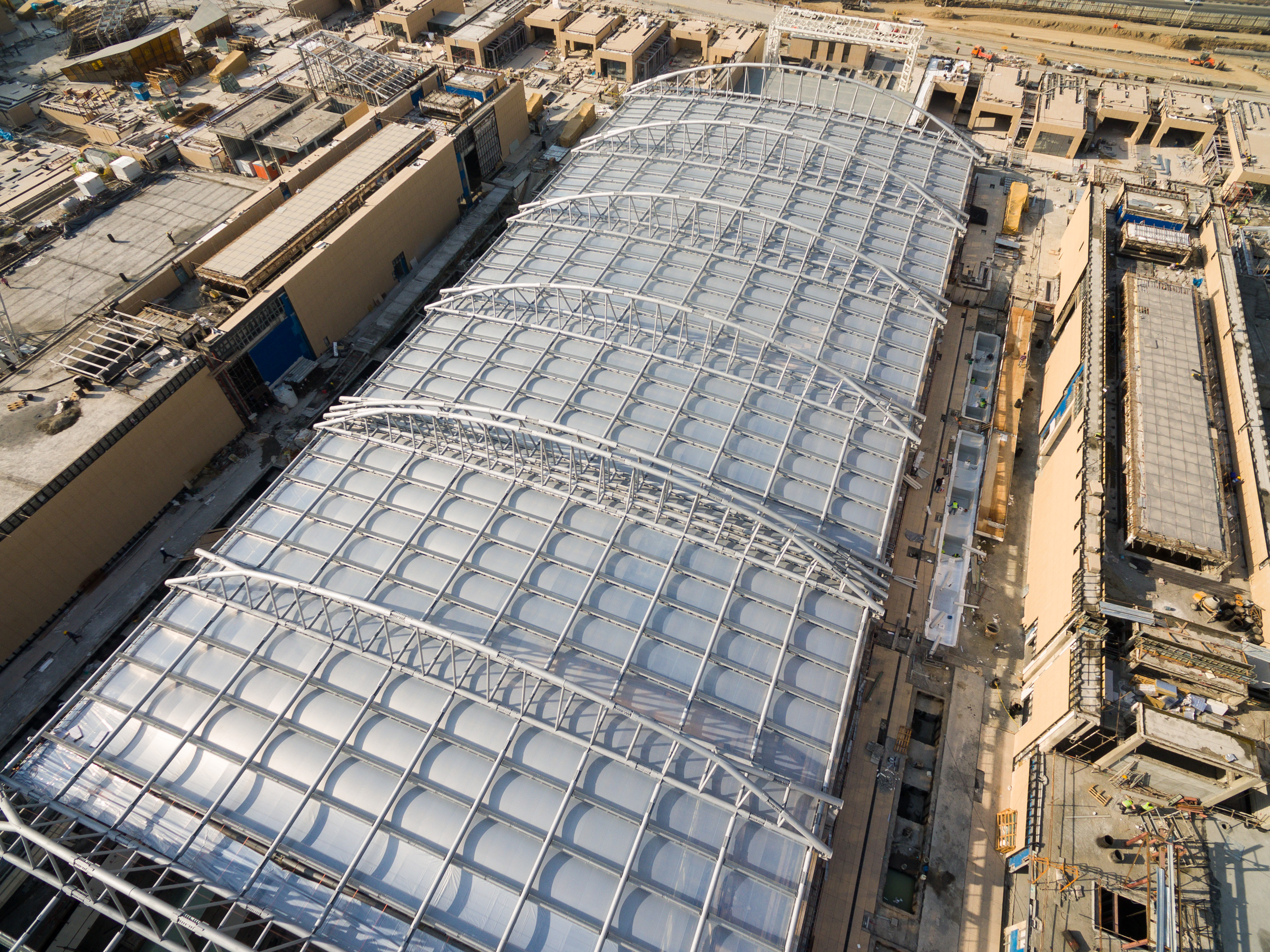
پوشش ای‌تی‌اف‌ای سقف باغ ایرانی ایران مال

سازه‌های غشایی که سازه چادری یا سازه پارچه‌ای نیز نامیده می‌شود، زیرمجموعه‌ای از سازه‌های فضایی هستند و به دلیل سبکی، شفافیت و انعطاف در خلق فرم‌های زیبا و بدیع، گسترش روزافزونی در ساخت بناهایی با عملکردهای مختلف تجاری، اداری، ورزشی و... یا به شکل سایه بان در فضاهای عمومی وشهری داشته‌اند.
ویژگی‌های مذکور ارتباط مستقیم با خواص مواد سازنده غشاهای این نوع سازه‌ها دارد. ساخت و تولید مواد کامپوزیت از الیاف و پلیمرها با طیف وسیعی از خواص فیزیکی، مکانیکی و سازه‌ای امکانات متعددی را پیش روی طراحان قرار داده است. این مواد دارای تفاوت‌هایی در اندازه، وزن و خواصی نظیر مقاومت گسیختگی، مقاومت در برابر ترک خمشی، انتشار آتش، گسترش پارگی و همینطور درجه شفافیت، دوام و ضمانتی که کارخانه سازنده می‌دهد، می‌باشند؛ بنابراین شناخت این ویژگی‌ها و تفاوت‌ها جهت انتخاب ماده مناسب از سوی طراحان و مهندسین، امری ضروری می‌نماید.

## تعریف سازه‌های چادری
غشا ورقه‌ای نازک از ماده است که تنها دربرابر کشش مقاومت دارد و دربرابر فشار و خمش هیچ مقاومتی ندارد، پارچه را می‌توان بهترین نمونه ازغشاها و سازه چادری نام برد. سازه چادری از دو جزء تشکیل شده‌است؛
1. پارچه: پوسته کششی نازکی است که نیروی کششی را انتقال می‌دهد.
2. عناصر فشاری: قوس‌ها و ستون‌ها که نیروی فشاری را انتقال می‌دهند. لبهٔ چادر همواره تمایل به لرزیدن در مقابل نیروهای باد وسایر نیروها را دارد، به همین علت معمولاً لبه چادر را به صورت مقعر می‌سازند که همواره درکشش باقی بماند و از پارگی آن جلوگیری شود.[۳]

## تاریخچه سازه چادری
اولین بنای واقعی معماری با این نوع سازه توسط ولادیمر شوخوف طراحی شد که وی تمامی محاسبات کاربردی تنش‌ها و تغییر شکل‌های حاصل از تنش‌ها را توسعه داد و پس از آن آنتونیوگائودی با معکوس کردن یک ساختار فشاری یک ساختار معلق کششی به دست‌ آورد که درکلیسای ساگرافمیلیا از آن استفاده کرد. و پس از آن فرای اتو از این سازه در سقف استادیوم المپیک مونیخ۱۹۷۲ استفاده کرد.
ایران نیز دارای پیشینه بسیار غنی در مورد چادر و سازه‌های چادری است که بقایای آن هنوز در میان عشایر و کوچ نشینان دیده می‌شود.

## طراحی سازه‌های چادری
طراحی ساختمان با سازه چادری با طراحی ساختمان‌های ساده بسیار متفاوت می‌باشد. درطراحی این سازه‌ها نمی‌توان ابتدا پلان بنا را کشید و سپس آن را اجرا کرد. در این نوع سازه‌ها، درگام اول طرح اولیه‌ای متناسب با عملکرد ارائه می‌شود، درگام بعدی با ساخت ماکتی شکل کلی آن را پیدا می‌کنند و سپس به تحلیل کلی سازه می‌پردازند و در نهایت تمامی جزئیات سازه را طراحی می‌کنند.
به فرایندی که منجر به طراحی پوشش چادری می‌شوداصطلاحا form finding گفته می‌شود. امروزه این کار توسط نرم افزارهای تخصصی طراحی سازه چادری انجام می‌شود.

## مراحل پیاده سازی و نکات  فنی سازه های چادری
1. طراحی اولیه و فرم یابی: در طراحی سازه‌های پارچه‌ای می‌بایست چهار عامل مورد توجه قرار گیرد و با توجه به عملکرد و نیروهای وارده، فرم مناسب جهت پارچه را به دست آورد.
2. طراحی و اجرای فندانسیون: بخشی از سازه پارچه ای است که وظیفه انتقال نیرو از ستون‌ها به زمین و خاک اطرافش را بر عهده دارد بر اساس نوع سازه پارچه ای و میزان نیروهای وارده، بافت لایه‌ها، نوع خاک زمین و شرایط آب و هوایی منطقه، می‌توان تیپ و ابعاد شالوده را انتخاب و مشخص  کرد. ابعاد پی‌ها به میزان برف و وزش باد و نوع خاک محل بستگی دارد.
3. طراحی الگو و جوش پارچه: پارچه‌های مورد استفاده در این سازه‌ها، طی یک پروسه صنعتی تولید می‌ شود و در تولید آن از مدرن‌ترین تکنولوژی‌ها و استانداردها استفاده می‌شود. برای تولید پارچه‌های روکش دار باید استانداردهای لازم در تمام مراحل از مرحله تولید الیاف تا بافت و اتصال روکش، رعایت شود.
4. طراحی و ساخت سازه: بخش دیگری از سازه‌های پارچه ای، عناصری هستند که وظیفهٔ انتقال بار غشا به فنداسیون و سپس زمین را برعهده دارند. این عناصر به‌طور عمومی سازه نامیده می‌شوند. سازه‌ها در این سیستم به صورت دیرک ‌های خارجی، کابل‌های معلق و دیرک ‌های داخلی هستند.
5. رنگ آمیزی و بسته بندی: یکی دیگر از مراحلی که در فرایند ساخت سازه‌های پارچه ای و غشایی طی می‌شود، رنگ آمیزی سازه و اتصالات می‌باشد . به علت نمایان بودن سازه و اتصالات در سایبان مدرن، زیبایی و ظرافت در سازه و اتصالات از اهمیت ویژه ای برخوردار است.
6. طراحی و ساخت اتصالات: به دلیل تنش‌های بالای ناشی از پیش‌تنیدگی و نیز بارگذاری سازه‌های غشایی، در لبه‌ها و مرزهای غشا، این قسمت‌ها نیاز به طراحی و مقاوم سازی ویژه دارند.
7. انتخاب تجهیزات نصب: در نصب سازه‌های غشایی به دلیل نحوه نصب پارچه، که نیاز است به تدریج و به صورت یکنواخت و از تمامی تکیه گاه‌ها، به پیشتنیدگی نهایی خود برسد، می‌بایست از نیروهای متخصص در این زمینه به همراه تجهیزات مناسب برای این امر استفاده کرد.
8. نصب و تحویل پروژه: تیم اجرایی با پیشرفته‌ترین تجهیزات نصب و ایمنی و با استفاده از نیروی‌های آموزش دیده و مجرب سعی بر آن دارد که پروژه‌های این شرکت طبق نقشه‌های اجرایی را در کمترین زمان و با کیفیت به اتمام برساند.

### فرم‌های سازه‌های کششی
برای انتقال نیروهای عمود بر سطح پارچه مانند بار باد به سمت بالا و بار برف به سمت پایین می‌بایست در سطح پارچه انحناهایی عمود بر هم ایجاد کرد. در ریاضیات فضایی به سطوحی که در هر نقطه دو انحنای عمود بر هم داشته باشند سطوح آنتی کلاسیک گفته می‌شود. سطوح انتی کلاستیک انواع متفاوتی دارند که در ادامه به بررسی ۳ نوع از آن‌ها که بیشتر در سازه‌های پارچه‌ای کاربرد دارد خواهیم پرداخت. به جرات می‌توان ادعا کرد تمامی سازه‌های پارچه‌ای ایجاد شده در جهان ترکیبی از این سه نوع رویه کلی تشکیل شده‌اند.
1. سطح زین اسبی (Hyperbolic):

در این نوع از سطوح بار وارده از طریق گوشه انتقال پیدا می‌کند. در این نوع سطوح دو گوشه به سمت پایین و دو گوشه به سمت بالا خواهد بود. گوشه‌های پایین نیروهایی به سمت بالا و گوشه‌های بالا نیروهایی به سمت پایین را انتقال خواهند داد.
1. خیمه (Conic):

در این نوع از سطوح با استفاده از انحنا در سطح پارچه نیروها به دو سمت سطح انتفال پیدا می‌کند. این نوع از سطوح سال‌های زیادی است به عنوان سطوح باربر خیمه‌های موقت نیز کاربرد دارد. در این فرم تمامی بارها به سمت لبه پایینی و بالایی رویه انتقال پیدا کرده و در نهایت از طریق اتصال به زمین یا ستون‌های میانی رویه مهار می‌شود.
1. آرک (Arch):

رویه آرک شباهت بسیار زیادی با زین اسبی دارد با این تفاوت که گوشه‌های بالا و پایین در کنار همدیگر قرار گرفته‌اند. این فرم از رویه در گذشته برای انتقال بار در سقف‌های سنتی طاق ضربی استفاده شده‌است.

## مزایای سازه‌های غشایی
1. دوام وطول عمربالا در شرایط جوی مختلف، برای متریال‌های مرغوب پارچه تا ۳۵ سال
2. در هنگام آتش‌سوزی، باعث کاهش گسترش آتش‌سوزی می‌شود
3. می‌توان آن را متناسب با شرایط جوی هراقلیم طراحی کرد
4. سرعت اجرا بالا
5. وزن متوسط
6. دارای سطحی براق وصیقلی مناسب برای انعکاس اشعه‌های آفتاب وسایه اندازی خوب[۵]

## انواع دوخت
بر خلاف مصالح ساختمانی سنتی از قبیل آجر، سنگ و بتن، سازه پارچه‌ای کششی به‌طور کامل از قبل در کارگاه ساخته می‌شود و در محل به مشتری تحویل می شود و هیچ گونه فعالیت عمرانی در محل انجام نمی‌شود. در نتیجه کارگاه دوخت پارچه کششی سالن‌هایی با متراژهای بزرگ چند صد متری هستند تا بتوانند پارچه کششی مورد نیاز یک سازه غشایی را بدوزند. 
به علت تنوع پارچه‌های کششی و تنوع مصارف مختلف آن‌ها می‌توان از روش‌های گوناگونی برای برش و دوخت پارچه کششی استفاده کرد، اتصال پارچه کششی باید به نحوی انجام گردد که تنش و کشش یکپارچه به‌طور یکنواخت به تکه پارچه کناری منتقل شود و موج یا پارگی بر روی آن اتفاق نیفتد،  به‌طور کلی ما سه روش اصلی برای اتصال پارچه‌های کششی به یکدیگر داریم :
1. چسب پارچه
2. دوخت صنعتی
3. جوش پارچه

## رفتارسازه‌ای
سازه چادری ازجمله سازه‌هایی است که فرم سازه دقیقاً منطبق با عملکرد سازه می‌باشد. با طراحی این سازه‌ها به صورت یک سازه کابلی با انحنای مضاعف توانایی باربری وطول عمر این سازه هابسیار بالا می‌رود .

## تکیه گاه‌ها
درحالت کلی در این نوع سازه‌ها غالباً چادرتوسط ستون مرکزی نگاه داشته می‌شود.(در این حالت برای جلوگیری از پارگی درپارچه ستون به صورت قارچی اجرا می‌شود). درحالت‌های دیگر از قوس‌ها، کابل‌های زنجیرواره، ترکیب سیستم فشاری وکابل‌های زنجیرواره نیز دیده می‌شود.

## پروژه‌های شاخص

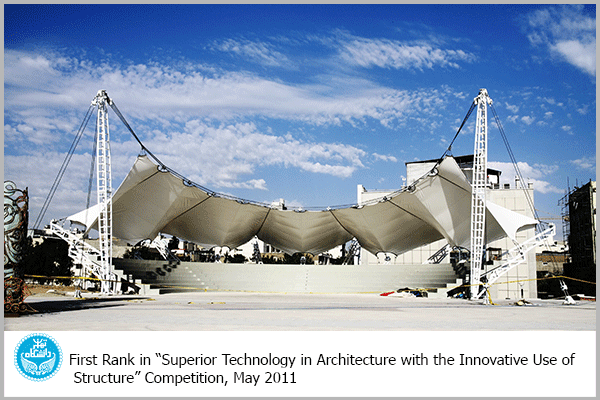
سازه‌های چادری آمفی تئاتر آب و آتش

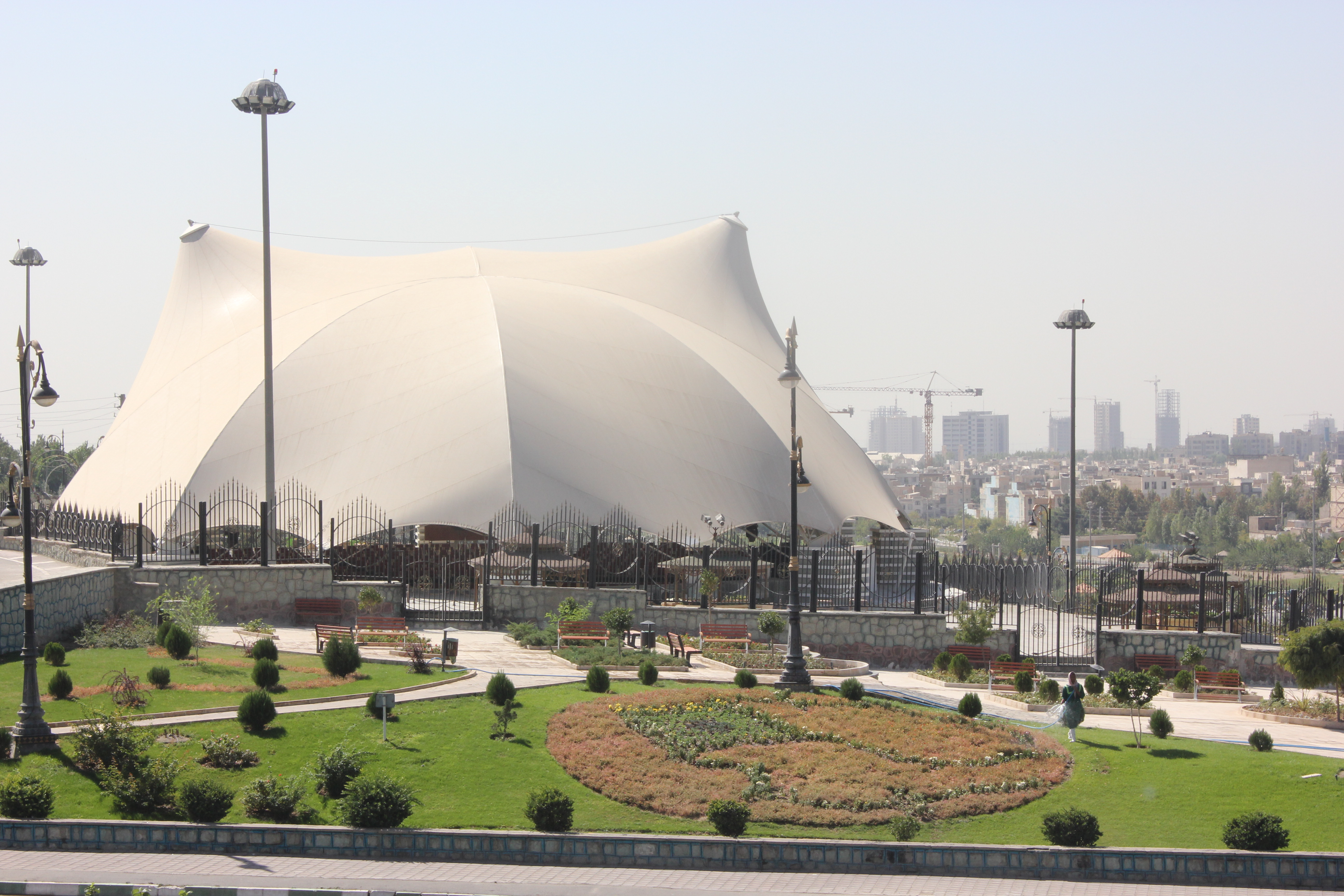

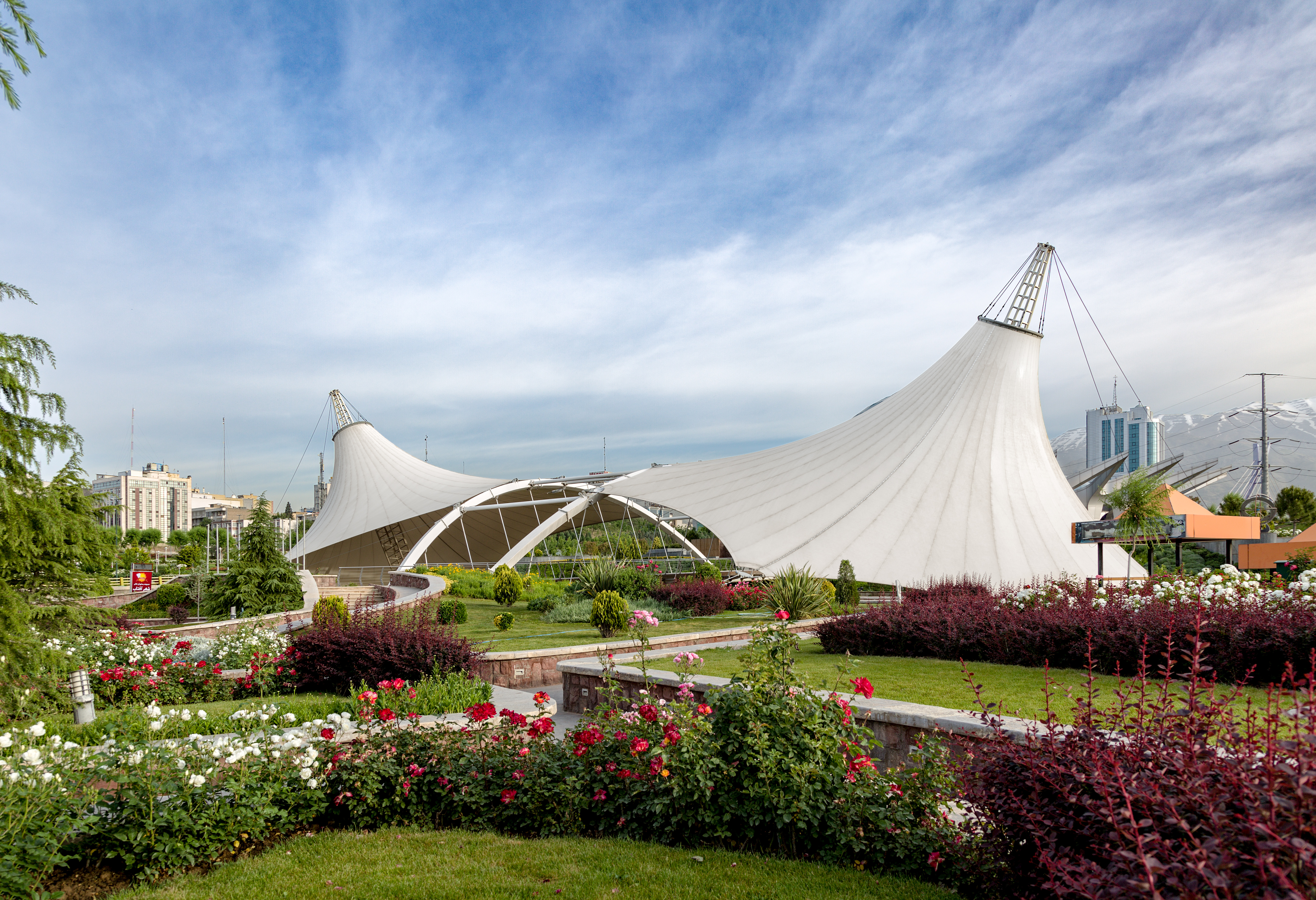
سایبان‌های خیمه‌ای بازار گل ابریشم تهران

سایبان‌ پارچه‌ای بوستان نرگس تهران

برخی از پروژه‌های سازه‌های غشایی اجرا شده در ایران
- سقف پارچه ای ورزشگاه اختصاصی فولاد خوزستان

- آمفی تئاتر بوستان آب و آتش تهران

یکی از شاخص‌ترین سازه‌های چادری که توسط متخصصان و معماران ایرانی طراحی و ساخته شد سازه‌های پارچه‌ای آمفی تئاتر بوستان آب و آتش تهران است. آمفی تئاتر آب و آتش که در گلستان حضرت ابراهیم واقع است، یک پوشش غشایی ۷۰۰ متر مربعی است که یک گرادیان را سایه اندازی می‌کند، گنجایش این گرادیان ۷۵۰ نفر است. در آمفی تئاتر آب و آتش ترکیب سازه و معماری، اساس طرح را تشکیل می‌دهد. جایگاه بتنی تماشاچیان خود به عنوان فونداسیون سازه‌های خرپایی پشتی عمل می‌کند. پارچه با اتصالات مفصلی از پشت به این خرپاهای فلزی به صورت قله و دره و از جلو به خرپای کابلی که به دو ستون جلویی منتهی می‌شود متصل است. هر کدام از این دو ستون نیز از پشت با ۴ کابل کشیده می‌شود. در لبه‌های پارچه و همچنین زیر و روی آن کابل‌هایی تعبیه شده‌است که نیروی پیش تنیدگی را در پارچه ایجاد می‌کند و آن را پایدار می‌سازد.
- آمفی تئاتر بوستان جوانمردان

آمفی تئاتر بوستان جوانمردان با زیربنایی بالغ بر ۱۵۰۰ مترمربع و پوشش پارچه‌ای ۲۶۰۰ متر مربع با استفاده از سازه‌های چادری در بوستان جوانمردان ایران در حاشیه اتوبان همت تهران در سال ۲۰۱۱ احداث گردید.
- سایبان‌های خیمه‌ای بازار گل ابریشم تهران

بازار گل در دره‌‌اي کوچک از ضلع غربي پارک تفريحي اراضي عباس آباد واقع شده‌است. پل ابريشم II دو طرف اين دره را بهم متصل مي‌کند و در نتيجه يک مسير پياده‌ روي بين پارک نوروز و پارک آب و آتش ايجاد کرده‌است. دو سايبان پارچه‌اي با فرم خيمه‌اي با مساحت ۲۱۸۲ مترمربع بالاي اين بازار را پوشش داده است. بر اساس طرح جامع اراضی عباس آباد احداث ۷ پل جهت سهولت دسترسی شهروندان به اراضی عباس آباد و کاربری‌های فرهنگی و تفریحی آن پیش‌بینی شده‌است. این ۷ پل به تردد و عبور و مرور عابران پیاده اختصاص دارد.
- سقف چادری مرکز خرید جنت آباد

- بوستان نرگس

بوستان نرگس در جنوب غربی تهران واقع شده‌است. هدف از اين پروژه حفظ حريم خصوصي پارک بانوان و ايجاد سايه‌ در فضاي داخلی پارک می‌باشد. طول سايبان ۳۷۴ متر و ارتفاع آن ۱۵ متر می‌باشد. مساحت کل پروژه ۸۰۵۰ متر مربع است.

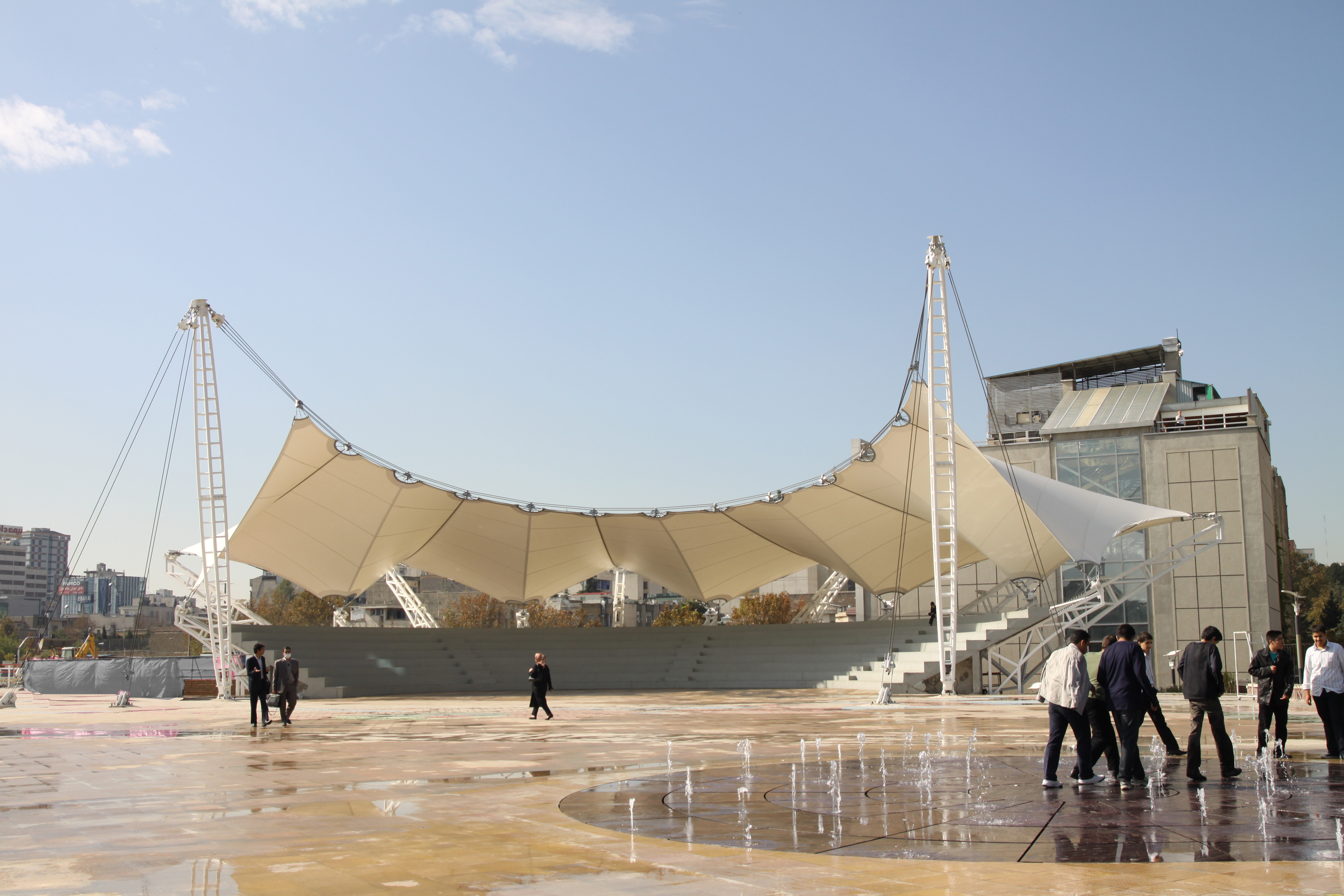
آمفی تئاتر آب و آتش تهران
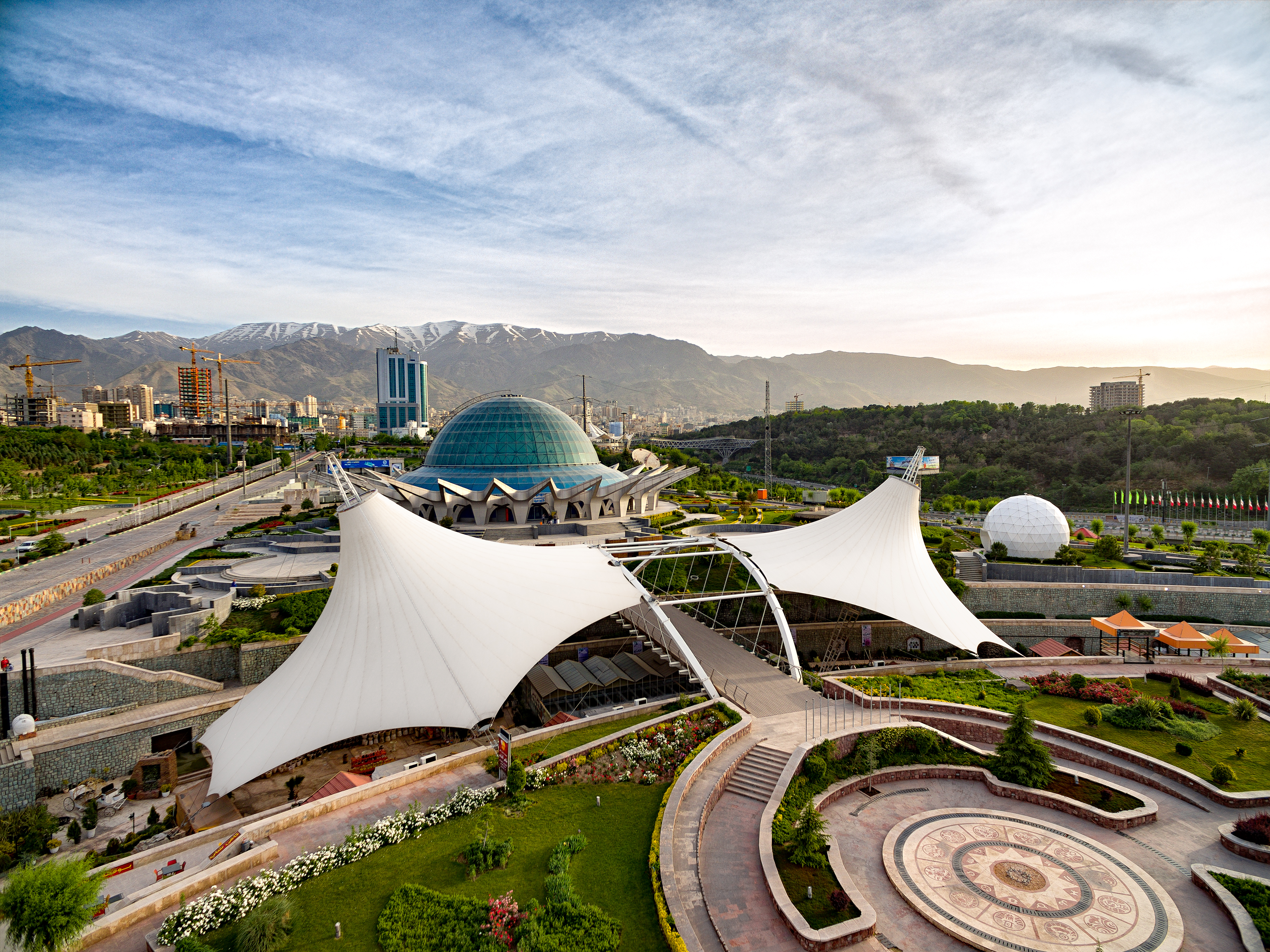
بازار گل ابریشم تهران
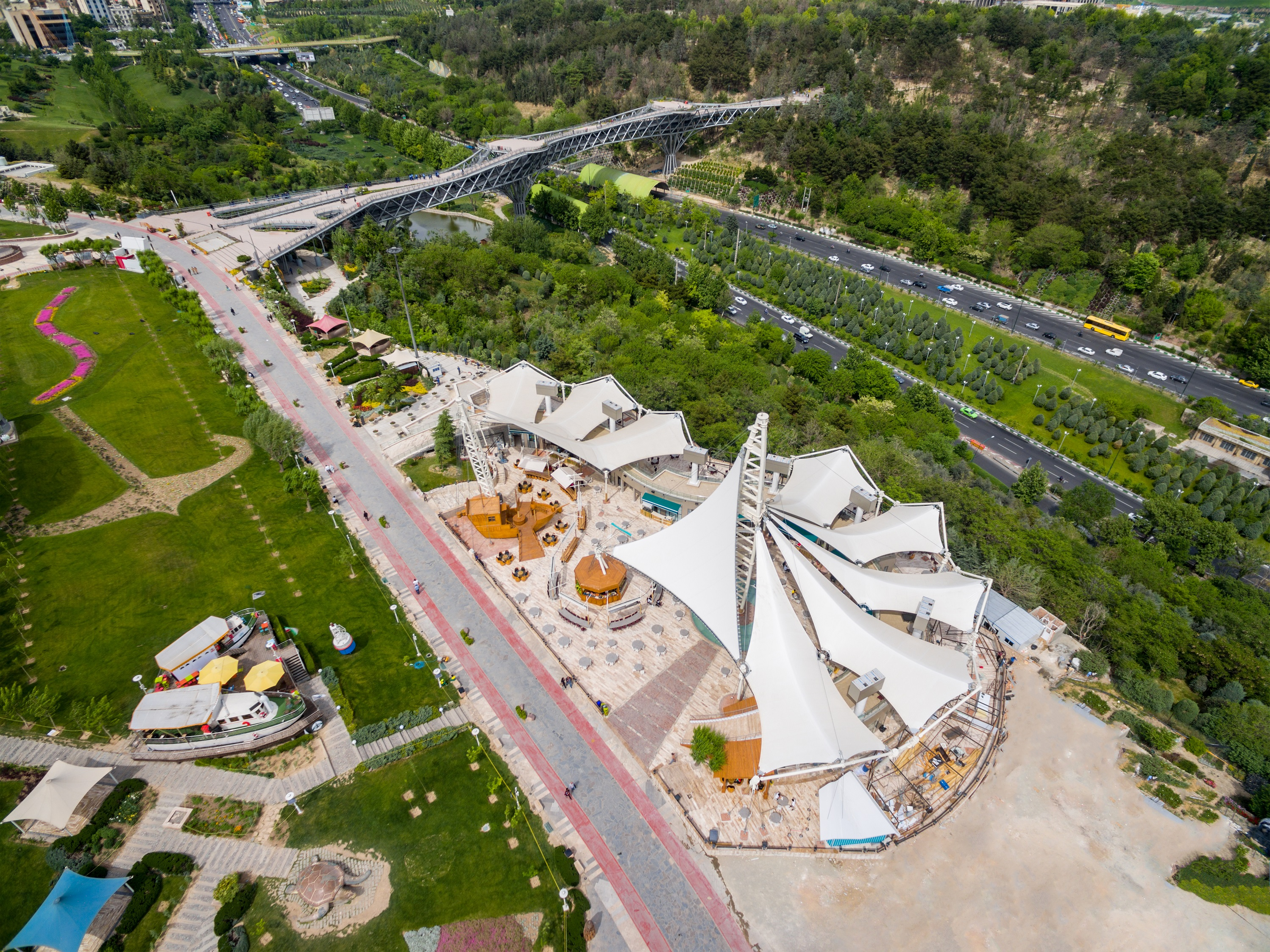
رستوران جزیره پارک آب و آتش
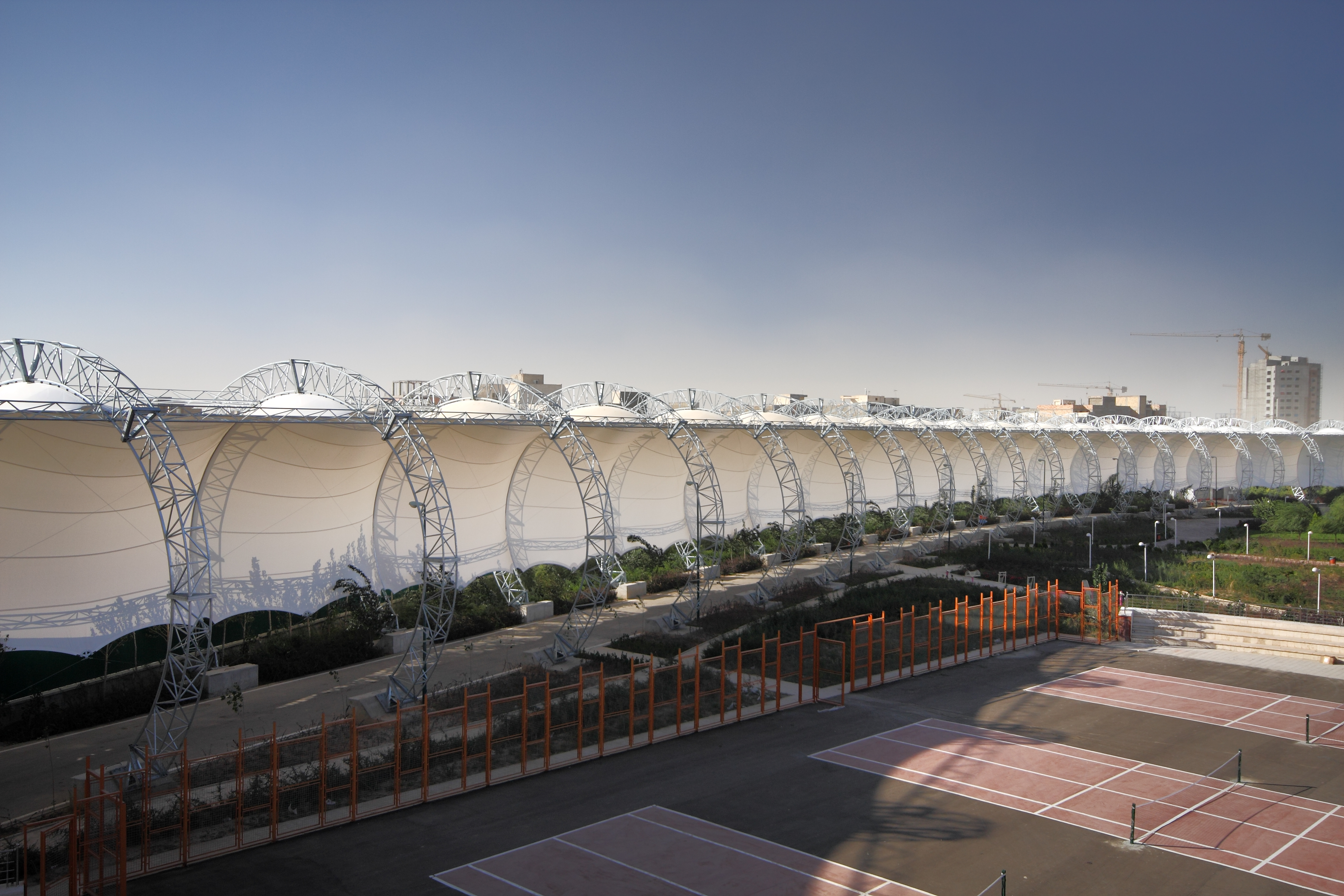
بوستان بانوان نرگس تهران

## ترمینال حجاج جده
طراحان هنگام بازدید از این منطقه به این مسئله پی بردند که انسان‌های بدوی ساکن در این منطقه آموخته بودند که زندگی در زیر سایه چتر درگرمای عربستان بهترازماندن در ساختمانی محصور وداغ می‌باشد و همچنین به عقیده طراحان تهویه مکانیکی هوا ونورپردازی ساختمان موردنیاز ترمینال با توجه به اوج استفاده دریک دوره کوتاه بسیارگرانقیمت می‌باشد. تمامی این دلایل معماران رابرآن داشت تا از یک سقف پارچه‌ای نیمه شفاف وپخش‌کننده نور برای ترمینال استفاده کنند. این فرم طبیعی چادر، در شب باعث انعکاس نورها به بالا می‌شود ومانع از ایجاد خیره گی درشب می‌شود و فرم وارتفاع چادرهاازجریان طبیعی هوا برای ایجادسرما از طریق تهویه بیرون ودرون از طریق بازشوهای مرکزی درتابستان بهره می‌برند.
این چادرها سطحی بیش از ۴۳۰هزارمترمربع راپوشش می‌دهند. مدول اصلی یک پوسته چادری مربع شکل به ضلع ۳۹٫۴مترمی باشد.

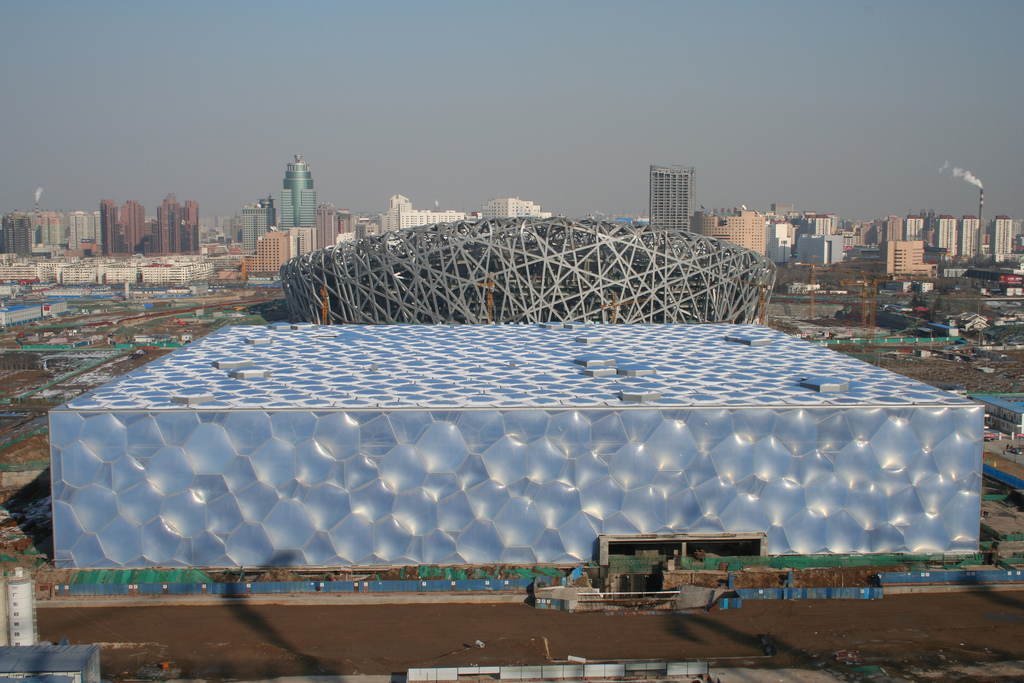
مرکز آکواریوم پکن
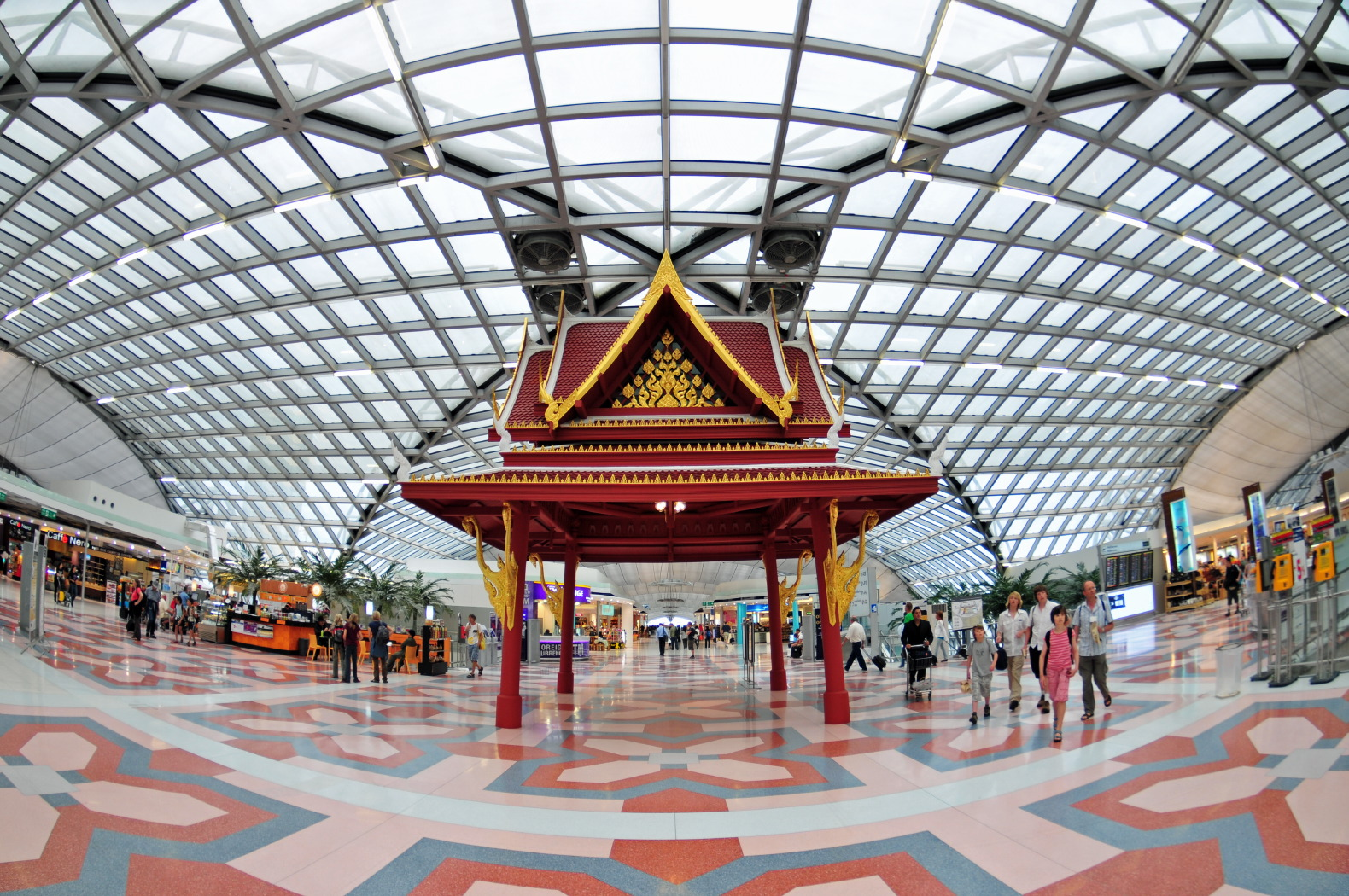
فرودگاه بانکوک تایلند
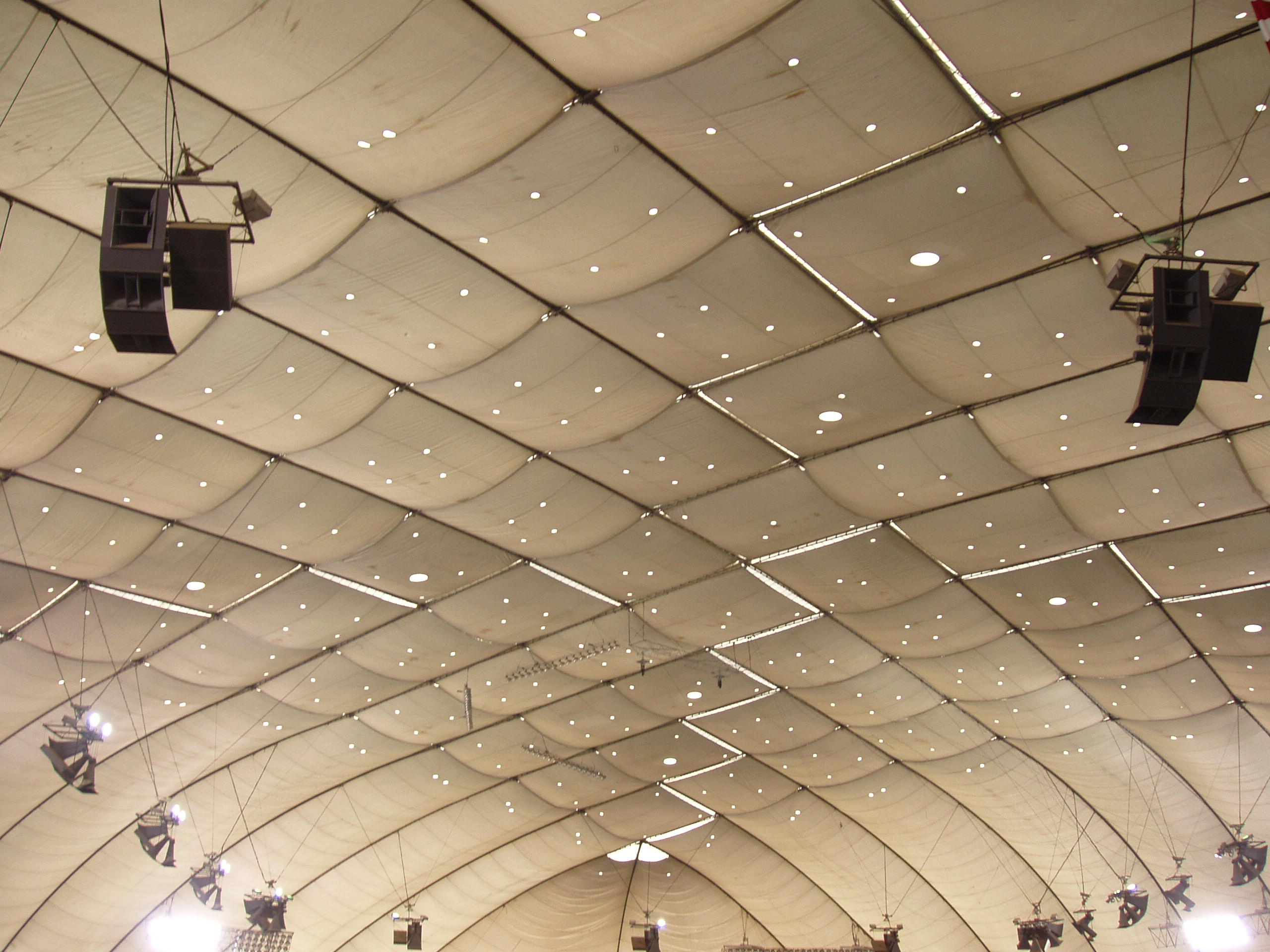
سقف مترو دم
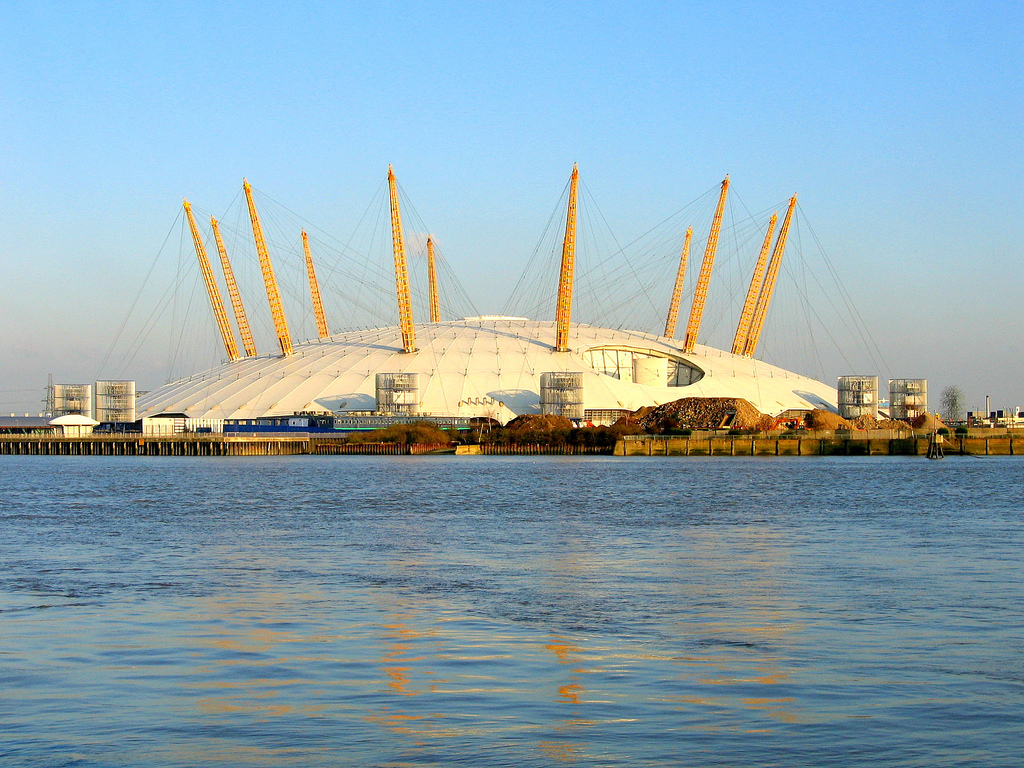
سقف گنبد هزاره
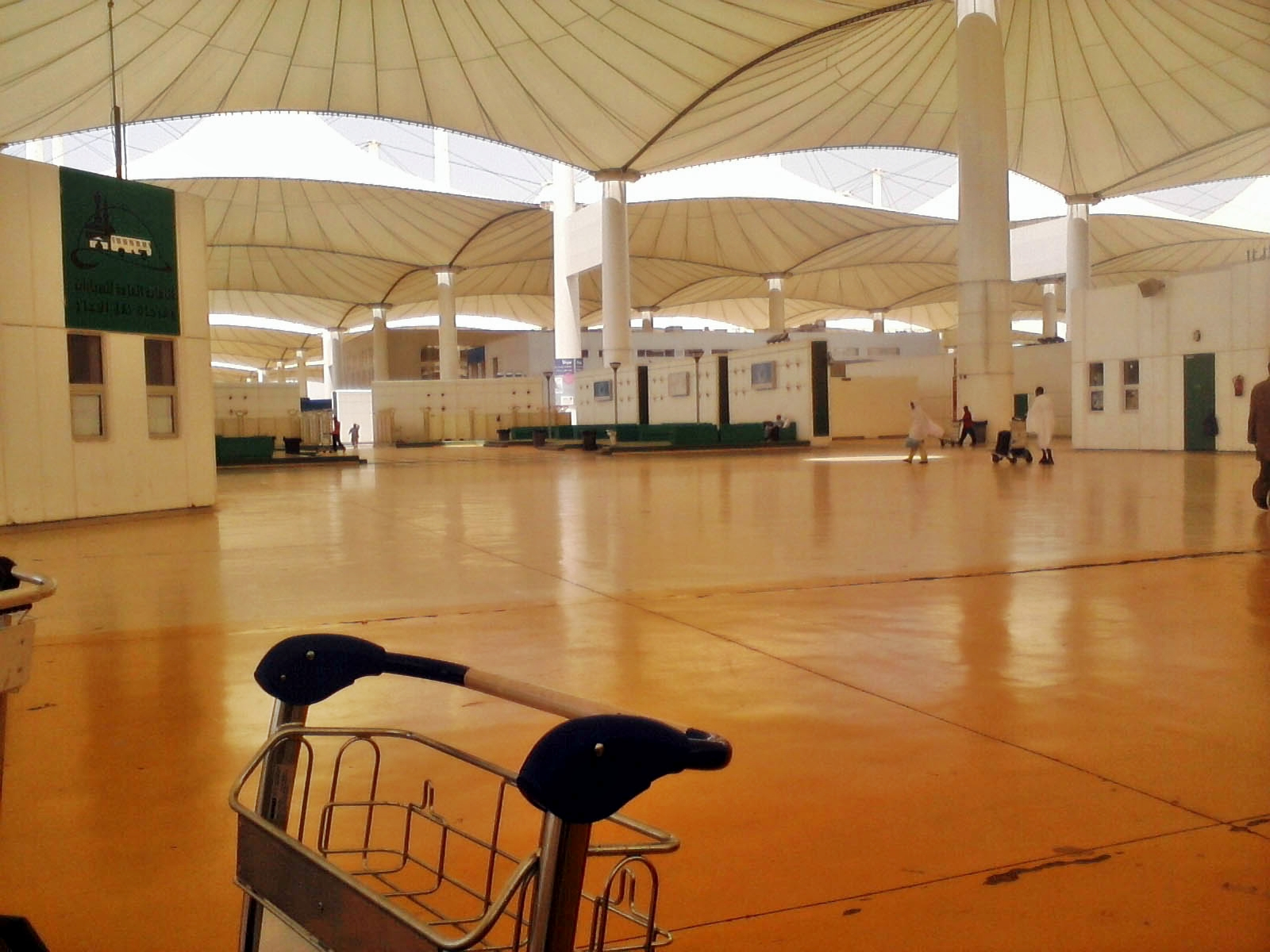
ترمینال حجاج عربستان